# Procambarus elegans
Procambarus elegans är en kräftdjursart som beskrevs av Hobbs 1969. Procambarus elegans ingår i släktet Procambarus och familjen Cambaridae. IUCN kategoriserar arten globalt som otillräckligt studerad. Inga underarter finns listade i Catalogue of Life.